# Четврттонска музика
Четврттонска музика (енгл. quarter tone) је тонски систем у којем је, у оквиру темперованог система, цели степен (велика секунда) подељен на четири једнака интервала, односно октава на 24 четвртстепена. Интервал мањи од мале секунде познавала је већ античка грчка музика и примењивала га у енхармонијском роду. Сусреће се и у музици примитивних народа, затим код Персијанаца, Хиндуса, и Арапа те у неким европским фолклорним подручјима (Словачка). У савременој музици први је применио четвртстепене Џ. Х. Фулдс у свом гудачком квартету (1898). Почетком XX века компонују у четвртонском систему и теоретски га образлажу немачки музичари Р. Х. Штајн, В. Мелендорф, и Џ. Магер. Они деле октаву на 24 интервала желећи повећати звуковно богатство темперованог система. Међутим, Ф. Бузони и А. Хаба траже поделу на интервале мање од мале секунде да би омогућили стварање нових, разноврснијих лествичних низова. Хаба је најпознатији и најдоследнији поборник четврттонске музике.      